# DSM-IV

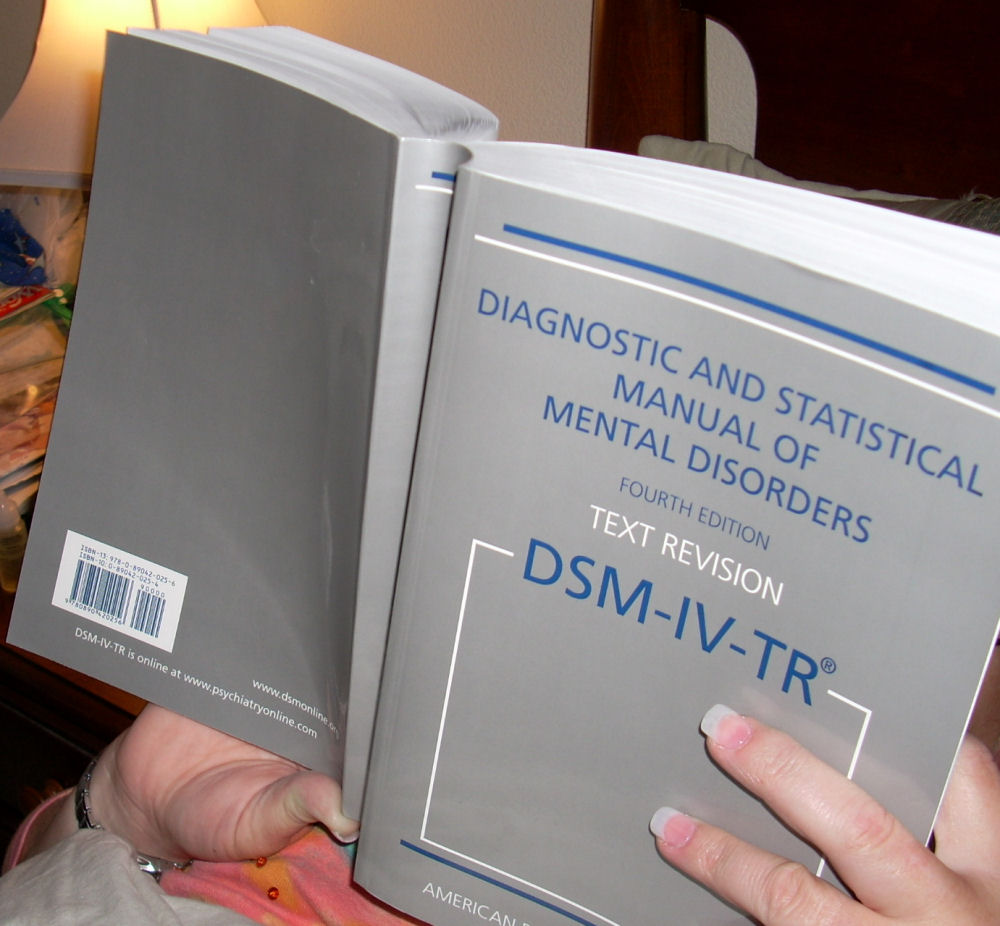
Wydanie DSM-IV-TR

DSM-IV (Diagnostic and Statistical Manual of Mental Disorders) – klasyfikacja zaburzeń psychicznych Amerykańskiego Towarzystwa Psychiatrycznego. DSM-IV jest też obowiązującym standardem w armiach NATO. Jest umieszczona m.in. w wydanej w języku polskim publikacji „Kryteria Diagnostyczne według DSM-IV-TR”, stanowiącym przekład najnowszej, poprawionej wersji czwartego wydania pod redakcją prof. Jacka Wciórki z Instytutu Psychiatrii i Neurologii.
Nowa wersja – DSM-5 – została wydana 18 maja 2013.
Pięć wymiarów klasyfikacji stanowi pomoc w diagnozowaniu choroby, przewidywaniu jej przebiegu a także zaplanowaniu postępowania.
- Oś I – zaburzenia kliniczne
- Oś II – zaburzenia osobowości, zaburzenia rozwojowe
- Oś III – stany ogólnomedyczne
- Oś IV – problemy psychospołeczne i środowiskowe
- Oś V – poziom przystosowania.

Postawioną diagnozę uzupełnia się następującymi zadaniami:
- ocena psychodynamiczna – oceniająca istniejące możliwości radzenia sobie z lękiem, opis przyczyn powodujących i utrzymujących stan chorobowy
- rozpoznanie różnicowe – odrzucenie występowania i wpływu innych chorób
- rokowanie – po analizie zebranych danych, stanu psychicznego chorego oraz rozpatrując pozytywne i negatywne oddziaływania, analizuje się możliwości obrazu choroby i wyleczenia
- plan leczenia – ustala się sposób i przebieg leczenia. Powinno się też ocenić poziom chęci chorego do współdziałania, jego wiarygodność, krytycyzm, wgląd we własną chorobę i inteligencję, a także ich znaczenie dla leczenia.

## Ogólna skala oceny funkcjonowania według DSM-IV
Należy uwzględniać sprawność funkcjonowania w zakresie życia psychicznego, społecznego i zawodowego. Każdy z czynników należy umieścić w pewnym ciągu, którego jednym biegunem jest zdrowie, drugim zaś choroba. Pomija się upośledzenie funkcjonowania spowodowane czynnikami fizycznymi lub środowiskowymi.